# Charlotte av Cypern
Charlotte av Cypern, född 28 juni 1444 i Nicosia, död 16 juli 1487 i Rom, var en cypriotisk monark (drottning). Hon var dotter till kung Johan II av Cypern och Helena Palaiologina.

## Biografi
Charlotte blev som föräldrarnas enda överlevande barn förklarad för tronarvinge. År 1450 utfärdades en dispens för äktenskapet mellan henne och hennes kusin prins Ludvig av Savojen, men äktenskapet blev inte av. I stället blev hon gift med prins Johan av Portugal 1456. Johan deltog i politiken under deras äktenskap och gav sitt stöd åt katolikerna, något som skapade en konflikt med Charlottes mor Helena, som stödde de ortodoxa. År 1457 avled Johan i förgiftning, drottning Helena misstänktes för mordet. 

### Regeringstid
År 1458 gjorde Charlottes illegitima halvbror Jacob av Nicosia uppror, och de tvingades söka skydd i borgne i Nicosia, där hennes mor avled 11 april. Några månader senare avled även hennes far, och Charlotte utropades till Cyperns monark och Jerusalems och Armeniens titulärmonark med stöd från Cyperns kyrka och adel. Hon kröntes till drottning av Cypern, Jerusalem och Armenien och furstinna av Antiokia i Nicosia den 15 oktober 1458. 
Den 4 oktober 1459 i Nicosia gifte hon sig med sin kusin, prins Ludvig av Savojen. Äktenskapet var mycket impopulärt, och kyrkan vägrade att kröna Ludvig. Charlotte, som initialt hade varit populär, fick nu snabbt se sitt stöd vittra sönder. Den 7 oktober 1459 framtvingade hon dock att maken kröntes och landsförvisade sin halvbror Jacob av Nicosia, som flydde till Egypten. I Egypten lyckades Jakob få sultanens stöd för att erövra Cyperns tron, och den 18 september 1460 invaderade han Cypern med egyptiska styrkor och erövrade Famagusta. Den 26 september 1461 anföll han Nicosia, och Charlotte och hennes anhängare belägrades i borgen Kyrenia. 
Charlotte lämnade Cypern samma månad och anlände 5 november 1461 till Rom för att be om påvens stöd, samtidigt som hennes anhängare fortsatte att hålla Kyrenia. 
Hon beskrivs som gladlynt och bildad, verbal och charmfull. Hon talade endast grekiska och var därför tvungen att använda sig av en tolk. Charlotte fick en våning i det påvliga palatset, där hon upprättade sitt eget hov. Hon fick dock inte något stöd från sin makes familj, huset Savojen. Hennes anhängare i Kyrenia uppgav motståndet 1464, vilket brukar räknas som hennes slutliga avsättning. 

### Senare liv
Hennes enda barn, en son, avled efter födelsen 1464, och 1473 utsåg hon därför Ferdinand av Neapel, trolovad med hennes illegitima halvsyster Charlotte de Lusignan, till sin tronarvinge. Hon inledde sedan förhandlingar med sultanen i Egypten, som gick med på att återinstallera henne på tronen om äktenskapet mellan hennes tronarvingen Ferdinand och Charlotte Lusignan realiserades. Hennes motståndre såg dock till att Charlotte Lusignan fängslades i Padua och förhindrade därmed planerna. Charlotte fick muntligt men aldrig något reellt stöd av påven, men bosatte sig i Rom med sitt hov, där hon levde separerad från maken. Vid hennes bror Jakobs död 1473 framhölls Charlottes rättigheter av cyprioterna, men Venedig uppsatte i stället Caterina Cornaro på tronen. 
Charlotte testamenterade år 1485 sina tronanspråk till sin makes familj, huset Savojen, som också var släkt med henne eftersom makens mor var hennes faster. Hon avled i Rom 1487 och gavs en monarks begravning.  1489 avskaffade Venedig monarkin på Cypern och erövrade ön.